# Новобачати
Новобача́ти (рос. Новобачаты) — село у складі Біловського округу Кемеровської області, Росія.

## Населення
Населення — 1342 особи (2010; 1436 у 2002).
Національний склад (станом на 2002 рік):
- росіяни — 72 %